# Лозуватська волость (Єлисаветградський повіт)
Лозуватська волость — історична адміністративно-територіальна одиниця Єлизаветградського повіту Херсонської губернії із центром у селі Лозуватка.
Станом на 1886 рік складалася з 22 поселень, 22 сільських громад. Населення — 2735 осіб (1441 чоловічої статі та 1294 — жіночої), 351 дворових господарство.
|                     | Площа, десятин | У тому числі орної, дес. |
| ------------------- | -------------- | ------------------------ |
| Сільських громад    | 1597           | 1320                     |
| Приватної власності | 20112          | 5588                     |
| Казенної власності  | —              | —                        |
| Іншої власності     | 120            | 60                       |
| Загалом             | 21829          | 6968                     |

Найбільше поселення волості:
- Лозуватка — колишнє власницьке містечко при річці Інгул за 95 верст від повітового міста, 208 осіб, 32 дворових господарства, школа. За 5 верст — православна церква.

За даними 1894 року у волості налічувалось 50 поселень, 658 дворових господарств, населення становило 23 195 осіб.